# Titi à réaction
 (janvier 2018).
Si vous disposez d'ouvrages ou d'articles de référence ou si vous connaissez des sites web de qualité traitant du thème abordé ici, merci de compléter l'article en donnant les références utiles à sa vérifiabilité et en les liant à la section « Notes et références ».
Pour plus de détails, voir Fiche technique et Distribution.
Titi à réaction (The Jet Cage) est un court métrage animé américain Looney Tunes sorti le 22 septembre 1962 et produit par Warner Bros. Le court métrage dure environ six minutes et est réalisé et écrit par Friz Freleng.

## Synopsis
Titi est assis dans sa cage, en regardant les oiseaux à travers la fenêtre. Titi aimerait voler librement comme les autres oiseaux mais n'en est pas autorisé à le faire par Mémé afin de le protéger de Grosminet qui est attend Titi derrière la fenêtre pour avoir une chance de le manger.
Mémé lit une annonce dans un journal par la société "Jet Technology Age" qui a inventé une cage à réaction coutant 12 dollars 95, ce qui permettrait aux oiseaux de voler en toute sécurité. Mémé, qui connaît le désir de Titi, décide d'acheter la cage et la présente à Titi. Cela permet à Titi de voler partout dehors tout en restant dans sa cage
Grosminet est surpris de voir dehors Titi en cage, pilotant la cage comme un avion. Deux corbeaux eux aussi surpris pour la même raison. Sylvestre décide de faire chuter la cage de Titi pour obtenir son repas, en vain...

## Fiche technique
- Patrick Préjean : Grosminet
- Patricia Legrand : Titi
- Barbara Tissier : Mémé
- Bernard Métraux : Annonceur